# Коршуново (Омская область)
Коршуново — деревня в Большереченском районе Омской области. Входит в состав Почекуевского сельского поселения.

## История
В 1928 г. состояла из 52 хозяйств, основное население — русские. Центр Коршуновского сельсовета Евгащинского района Тарского округа Сибирского края.

## Население
| 1926 | 2002 | 2010 | 2021 |
| ---- | ---- | ---- | ---- |
| 275  | ↘109 | ↘71  | ↘15  |

Национальный состав
Согласно результатам переписи 2002 года, в национальной структуре населения русские составляли 85 %.